# Zygmunt Andrychiewicz

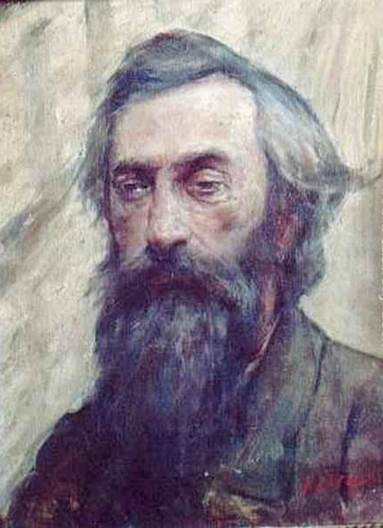
Zygmunt Andrychiewicz (Selbstporträt)

Zygmunt Andrychiewicz (* 27. Mai 1861 in Justynów, Powiat Sochaczewski; † 5. Mai 1943 in Warta) war ein polnischer Maler.

## Leben
Andrychiewicz lernte zunächst an einer Warschauer Zeichenschule und arbeitete zeitgleich als Dekorateur. Dank eines Stipendiums der Warschauer Towarzystwo Zachęty Sztuk Pięknych studierte er von 1884 bis 1886 an der Kunstakademie in Krakau unter Izydor Jabłoński und Władysław Łuszczkiewicz. Ein weiteres Stipendium der TZSP ermöglichte ihm die Fortsetzung seiner Studien in Paris. Von 1887 bis 1892 studierte er an der Académie Colarossi unter F. G. Colin und an der Académie Julian unter William Adolphe Bouguereau und Tony Robert-Fleury. Eine Zeitlang wohnte er in Paris mit Władysław Ślewiński zusammen. Nach seiner Rückkehr nach Warschau gab er in seinem Atelier Zeichnungunterricht. Später war er Lehrer an der Tokarzewski-Malschule.
Seine Werke wurden ab 1886 regelmäßig in der Zachęta-Galerie und in der Warschauer Galerie Salon Krywult ausgestellt. Sie wurden auch von der Gesellschaft der Freunde der Schönen Künste in Krakau, auf den Salons von Paris und auf zwei Weltausstellungen in Paris (1889 und 1900) gezeigt. Von 1899 bis 1918 lebte Andrychiewicz erneut in Paris; im Jahr 1906 studierte er am Studio von B. Constantin. Er kehrte 1918 nach Polen zurück und ließ sich 1921 in dem Dorf Małków im Powiat Sieradzki nieder. Andrychiewicz malte vor allem Porträts und Genreszenen, Landschaften und Motive aus polnischen Dörfern und Städten. Seine Bilder befinden sich im Besitz u. a. von Museen in Warta und Sieradz.